# 下野六太
下野 六太（しもの ろくた、1964年5月1日 - ）は、日本の政治家、教育者。公明党所属の参議院議員（2期）。参議院公明党国会対策委員会副委員長、公明党福岡県本部副代表。元農林水産大臣政務官。日本野鳥の会会員。
30年間にわたって中学校の体育教諭を務め、先進的な教育方法で国内外から高い評価を得た。

## 来歴
北九州市八幡西区出身。太宰府市立学業院中学校・福岡県立筑紫高等学校を経て、1987年3月に、島根大学教育学部を卒業。2018年に、福岡教育大学大学院の修士課程を修了。
1989年4月、福岡県の公立中学校の保健体育科教諭（地方公務員）として採用。2018年6月に退職。
中学校教員の在職中、第59回読売教育賞（保健体育の教員部門）最優秀賞・文部科学大臣優秀教員表彰を受賞し、NHK『ニュースウオッチ9』や、日本テレビ『世界一受けたい授業』などにも出演している。
2019年7月21日執行の第25回参議院議員通常選挙福岡県選挙区に公明党公認・自由民主党推薦で出馬し、2位で初当選した。
2021年11月、第2次岸田内閣で農林水産大臣政務官に就任。
2024年6月28日、翌年7月の第27回参議院議員通常選挙の福岡県選挙区選挙区公認候補として擁立することが公明党から発表された。投開票の結果、3位で再選。

## 政策
- 教育現場での経験を基に、公立夜間中学の増設や不登校児童の支援強化に取り組んだ。多子世帯の大学無償化や小学校の少人数学級も推進した[6]。
- 産後ケアや子育て世帯の家事支援を拡充させた。ひきこもりに関する公明党プロジェクトチーム座長として、自然体験などを通じ、当事者を支える環境づくりに力を注いだ[6]。
- 農林水産大臣政務官として、障がい者の農業分野での活躍を促す「農福連携」の普及に貢献した[6]。
- 憲法改正については、2019年のアンケートで「どちらかと言えば変える必要はない」と回答している[7]。
- 消費税増税については、2019年のアンケートで「やむをえない」としている[7]。
- 同性婚ついて「どちらかと言えば賛成」[7]。
- 女性天皇に「どちらかと言えば賛成」[7]。

## 人物
- 妻、一男二女の5人家族。
- 中学校教諭時代、水泳やマット運動などが得意になる指導法「しもの式体育」を考案した[8]。これは要点を示したビデオ映像を活用し、先に上達した生徒が指導役に回るというもの。上達する度にみんなの前で褒め、「やればできる」という達成感を味わわせた。この指導法によって、泳げなかった生徒がクロールで1km泳げるようになり、倒立前転ができなかった生徒がバック転を習得した。目標を達成した生徒たちは自信を持つようになり、助け合って取り組んだ仲間に対して思いやりの心を持てるようになったという。

## 役職歴

### 内閣
- 農林水産大臣政務官（第2次岸田内閣）

### 公明党
- 教育改革推進本部事務局次長
- 文部科学部会長代理
- 農林水産副部会長
- 決算・行政監視副部会長
- 組織委員会遊説局次長

## 所属団体・役職
- 下関北九州道路整備促進期成同盟会（顧問）[9]

## 著書
- 『やればできる!を味わえば子どもは伸びる』（PHP研究所、2011年）
- 『跳べた 泳げた 必ずできる!驚異の下野式体育』（鳳書院、2012年）
- DVD『やればできる!下野六太先生のスゴい体育』（ラウンドフラット社、2011年）

## 選挙歴
| 当落 | 選挙                     | 執行日         | 年齢 | 選挙区       | 政党   | 得票数     | 得票率 | 定数 | 得票順位 /候補者数 | 政党内比例順位 /政党当選者数 |
| ---- | ------------------------ | -------------- | ---- | ------------ | ------ | ---------- | ------ | ---- | ------------------ | ---------------------------- |
| 当   | 第25回参議院議員通常選挙 | 2019年07月21日 | 55   | 福岡県選挙区 | 公明党 | 40万1495票 | 22.84% | 3    | 2/9                | /                            |
| 当   | 第27回参議院議員通常選挙 | 2025年07月20日 | 61   | 福岡県選挙区 | 公明党 | 32万391票  | 13.98% | 3    | 3/13               | /                            |